# NGC 6960
Nébuleuse du Balai de Sorcière
NGC 6960, aussi appelée nébuleuse du Balai de Sorcière ou Petite Dentelle, est une région des Dentelles du Cygne situées dans la constellation du même nom. NGC 6960 se situe dans la partie ouest de ce rémanent de supernova, près de l'étoile 52 Cygni. La supernova à l'origine de ce rémanent se serait produite il y a entre 10 000 et 20 000 ans. NGC 6960 a été découverte par l'astronome germano-britannique William Herschel en 1784.

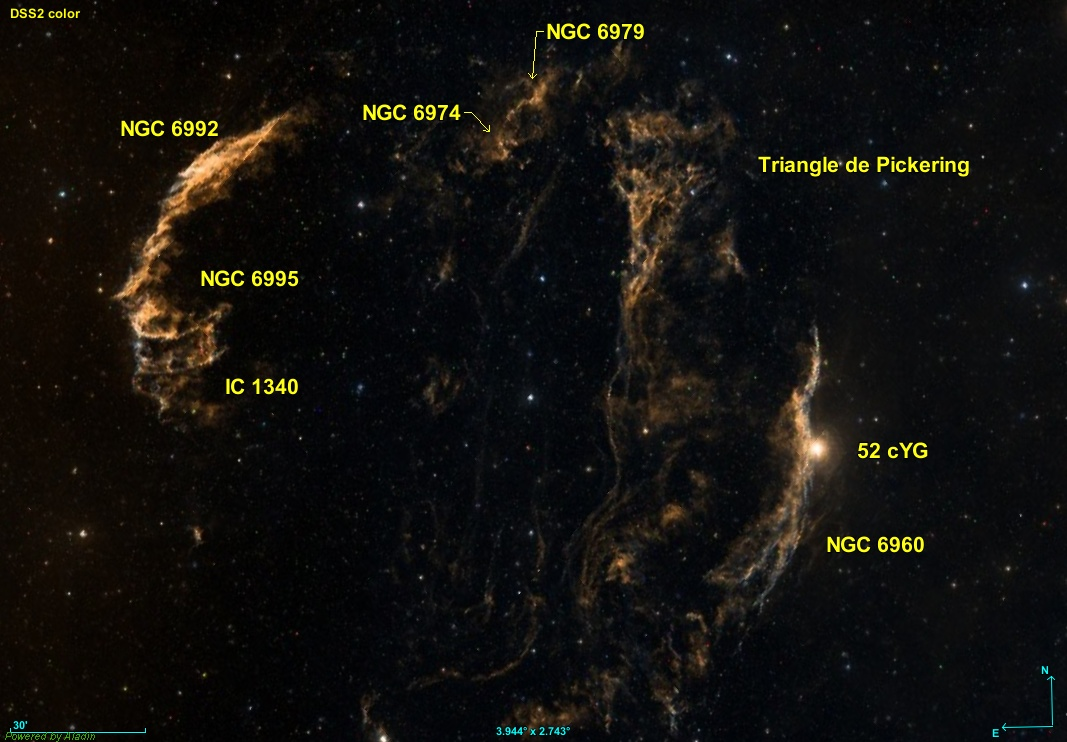
Cinq entrées du catalogue NGC et une du catalogue IC sont présentes dans ce rémanent de supernova.

L'entier du rémanent de supernova occupe une région d'environ 3 degrés de diamètre, soit environ six fois le diamètre angulaire de la pleine lune, ce qui correspond à une taille de 110 années-lumière. Les Dentelles du Cygne renferment plusieurs autres objet du New General Catalogue et un autre de l'Index Catalogue comme le montre la figure ci-contre.

## Observation

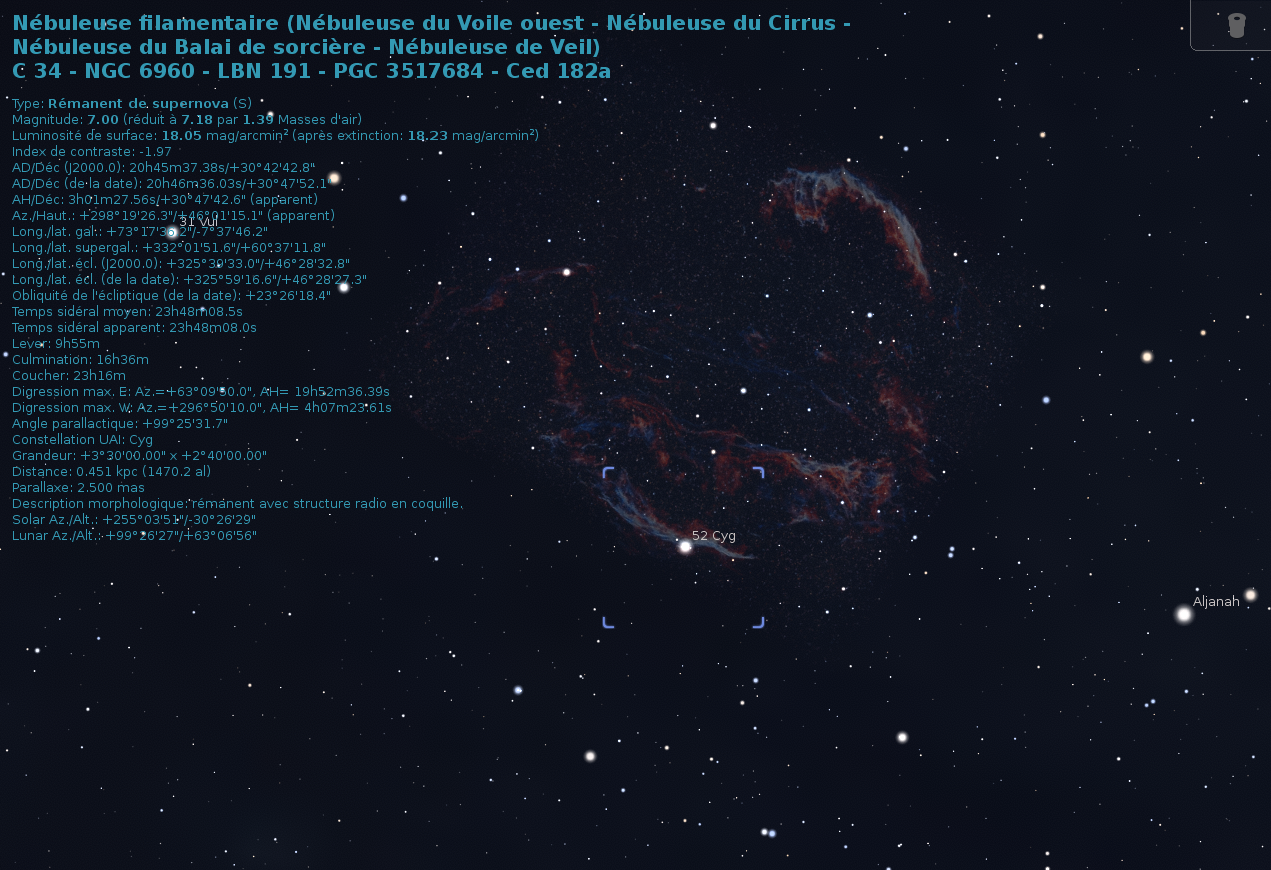
Emplacement de NGC 6960 dans la constellation du Cygne.

Avec une magnitude dans le bleu de 7, NGC 6960 n'est pas visible à l'œil nu, mais on peut l'observer avec de petites jumelles ou avec un petit télescope dans un ciel sombre et éloigné de pollutions lumineuses. L'étoile 52 Cygni près de la nébuleuse est beaucoup plus près de nous (61,7 ± 0,7 pc (∼201 al)) et n'est donc pas associée à NGC 6960.

## Distance
L'estimation de la distance des Dentelles du Cygne varie considérablement d'une source à l'autre, de 2000 al (610 pc) à près de 4000 al 1,0 ± 0,2 kpc. Deux autres publications plus récentes basées sur les mesures de la parallaxe des étoiles estiment plutôt cette distance dans les environs de 2400 al, 735 ± 25 pc (∼2 400 al) pour Fesen et ses collègues et 725 ± 15 pc (∼2 360 al).

## Galerie

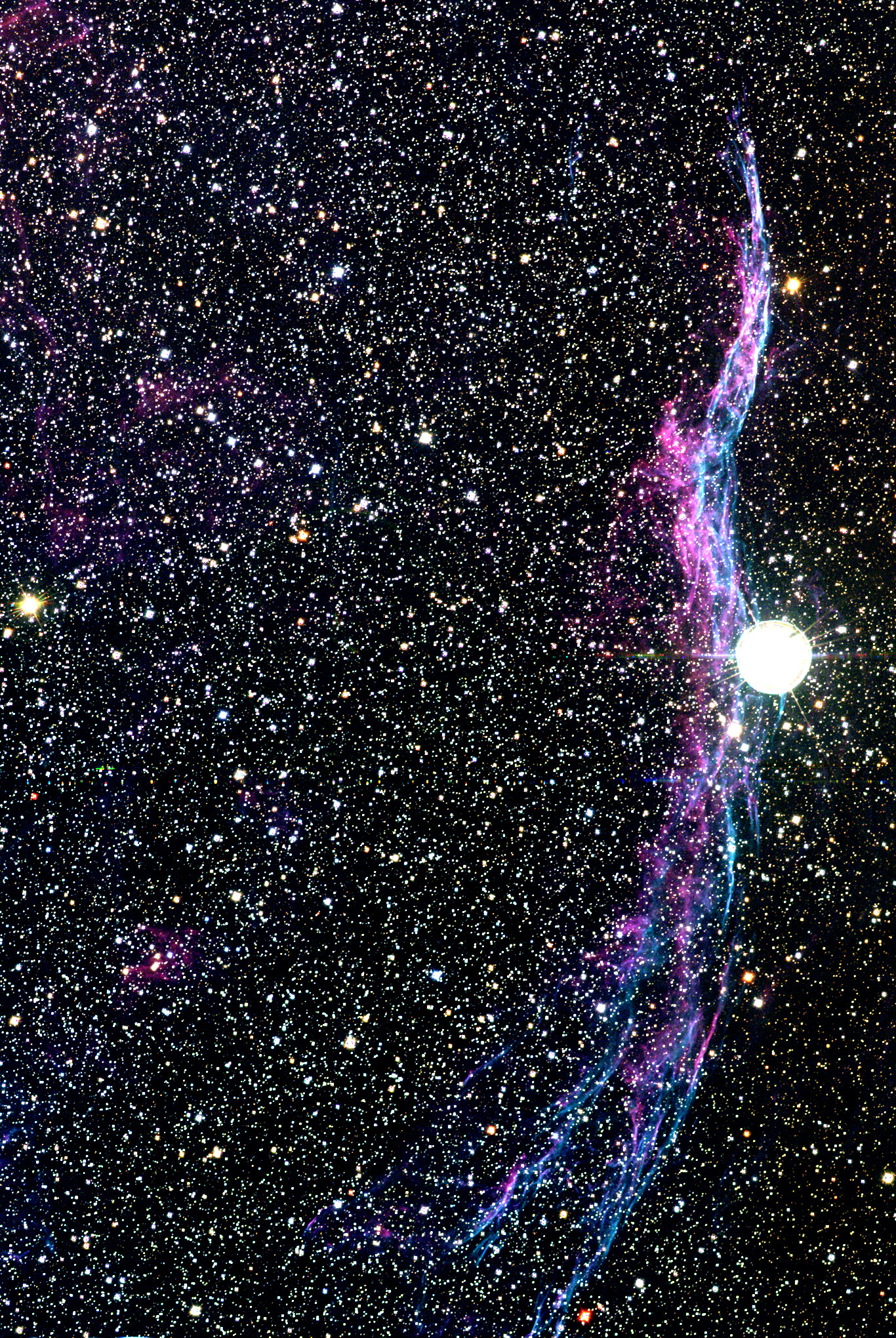
Image composite de NGC 6960 (N.A.Sharp, REU program/NOIRLab/NSF/AURA).
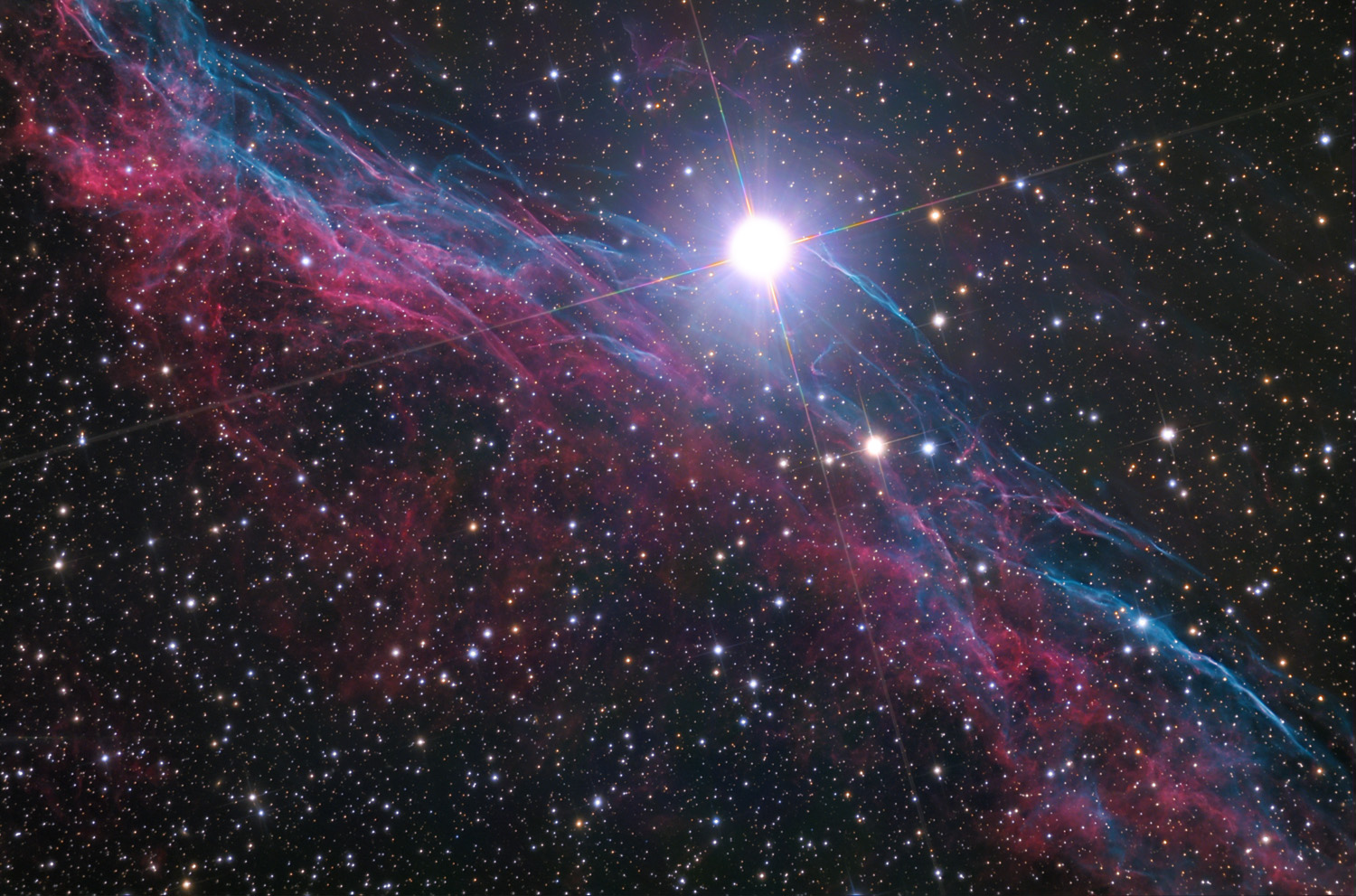
Détails de NGC 6960 par Adam Block (Observatoire du mont Lemmon/Université de l'Arizona).
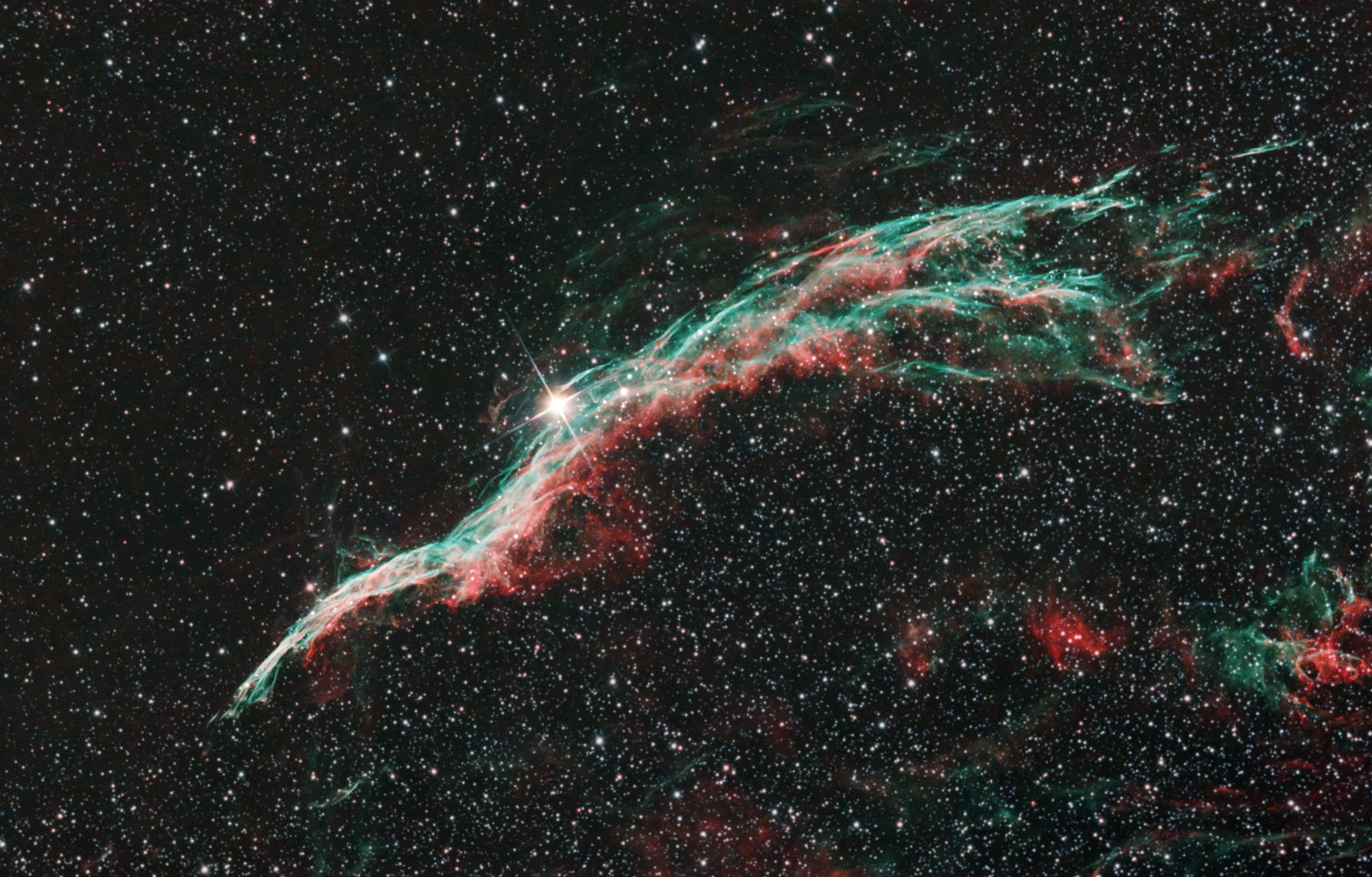
Autre image de NGC 6960 par un astronome amateur.
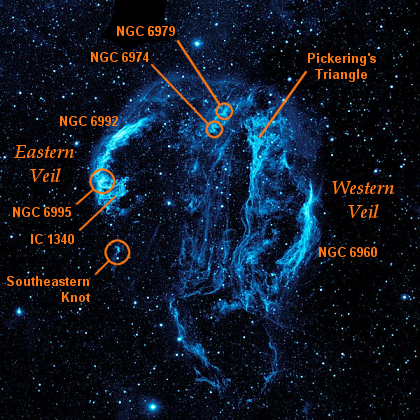
Les divers objets des Dentelles du Cygne.